# Monumento conmemorativo a Theodore Roosevelt (Portland)
El Monumento conmemorativo a Theodore Roosevelt (en inglés, Theodore Roosevelt Memorial) es un monumento y una escultura perdidos que conmemoran al vigésimo sexto presidente de los Estados Unidos, Theodore Roosevelt, así como a los veteranos de la guerra hispano-estadounidense. Originalmente se instaló en el Battleship Oregon Park de Portland (ahora parte del Tom McCall Waterfront Park). Diseñado por el artista estadounidense Oliver L. Barrett, el monumento de 5,5 m fue erigido en 1939, pero desapareció en 1942 después de ser reubicado temporalmente durante la construcción de Harbor Drive. Presentaba una estatua de toba geométrica que representaba a un hombre que no se parecía a Roosevelt, así como una escultura realista más pequeña de él. El monumento inicialmente recibió una recepción generalmente desfavorable, pero se consideró una de las obras de arte más conocidas de Barrett.

## Descripción
Apodado el "Coloso de Portland", el monumento fue diseñado por Oliver L. Barrett (1892-1943), escultor y profesor de la Universidad de Oregón. Los 5,5 m el monumento alto estaba hecho de toba roja de Oregón Central, pesaba 14 515 kg, y conmemoraron a los veteranos de la guerra hispano-estadounidense.
El monumento presentaba una estatua de un hombre que no se parecía a Theodore Roosevelt, el vigésimo sexto presidente de los Estados Unidos. Según Barrett, la obra moderna "no fue diseñada a semejanza de Roosevelt ni de nadie más", sino que fue "un intento de simbolizar su espíritu indomable, luchador, pero constructivo". Según Grant Butler de The Oregonian, "La estatua no se parecía a Roosevelt, sino que era una figura más genérica que estaba destinada a encarnar su espíritu y determinación, y fue esculpida en el estilo moderno". Barrett talló un perfil realista más pequeño de Roosevelt en el lado izquierdo del monumento. Una inscripción en la base decía: "Nuestra nación tiene en sus manos el destino de los próximos años". El monumento ha sido descrito como "fascista" debido a sus contornos "severamente geométricos".

## Historia
El monumento fue encargado por veteranos de la guerra hispanoamericana que querían conmemorar a Roosevelt. El 17 de julio de 1938, The Oregonian publicó el anuncio del proyecto de la Universidad de Oregón, que confirmó el trabajo en curso de Barrett en la fuente de roca de Central Oregon, cerca de Bend, Oregón. La universidad dijo que Barrett estaba creando una estatua "heroica" de una "figura simbólica, con túnica, sosteniendo una espada" para la entrada del parque, y confirmó que el monumento tenía una representación de Roosevelt en un lado y una leyenda conmemorativa en el otro. El anuncio decía que la estatua mediría 4,3 m de altura y captura "el espíritu de coraje, determinación y audacia que acompañó al acorazado Oregon en su carrera histórica y que inspiró a Theodore Roosevelt y sus valientes hombres en la guerra hispanoamericana". Según The Oregonian, el monumento fue erigido "a instancias del difunto Jay H. Upton, abogado de Bend, y los fondos se derivaron de un residuo de una asignación para sufragar los gastos de una convención de veteranos de guerra hispanoamericanos hace varios años".. Upton también se desempeñó como comandante de departamento de United Spanish War Veterans, una organización de veteranos para la guerra hispanoamericana, la guerra filipino-estadounidense y la Expedición de Socorro a China.

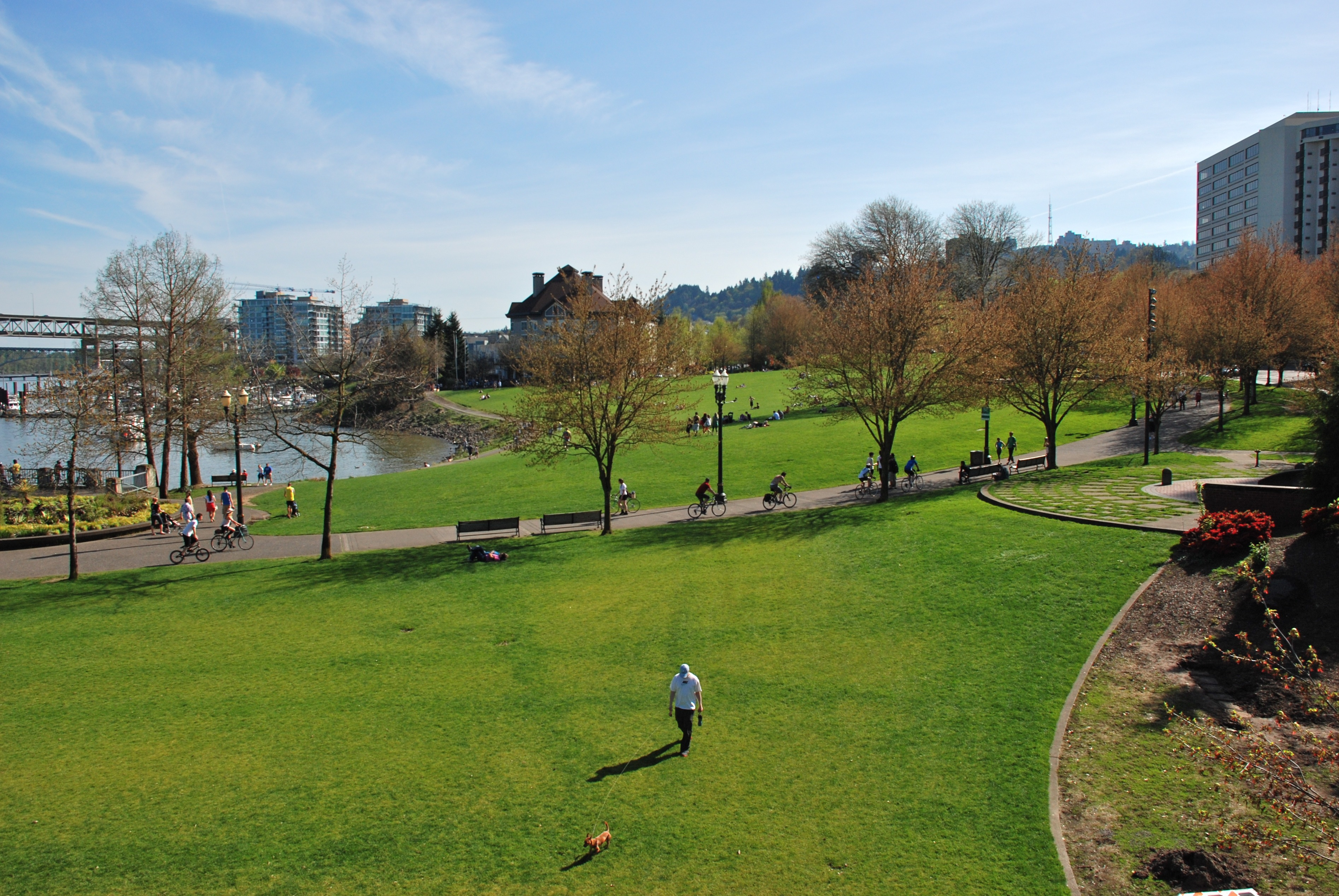
El monumento se instaló en Battleship Oregon Park en 1939, justo al sur del puente Hawthorne. El área ahora es parte de Tom McCall Waterfront Park (en la foto de 2012).

El monumento se instaló en Battleship Oregon Park en febrero de 1939, justo al sur del puente Hawthorne por Southwest Jefferson Street (ahora parte de Tom McCall Waterfront Park). Después de la instalación, EC Sammons, presidente del Battleship Oregon Memorial Fund, dijo que deseaba "eliminar" el monumento. En 1941, presentó una propuesta para reemplazar el monumento con la Fuente Skidmore, pero ambas esculturas permanecieron en sus respectivas ubicaciones.
La construcción de Harbor Drive requirió que la obra de arte se reubicara temporalmente. Se suponía que los trabajadores cortarían el monumento en pedazos y los prepararían para cruzar el río Willamette y almacenarlo en las instalaciones de Stanton Yard. Sin embargo, el monumento desapareció en 1942 y se desconoce el método exacto de remoción y el paradero actual. Los funcionarios de la ciudad intentaron ubicar la escultura sin éxito, y los historiadores contemporáneos y los admiradores del arte continúan buscando respuestas. Portland no mantuvo un registro de arte público en ese momento y el monumento no fue inventariado. Algunos veteranos locales de la guerra hispanoamericana preguntaron sobre el paradero del monumento. Según The Oregonian, "en general, aparentemente no pensaban demasiado en el monumento como arte, pero sin embargo estaban un poco molestos porque la ciudad lo había extraviado". Los funcionarios de la ciudad consideraron trasladar Theodore Roosevelt, Rough Rider (1922), la estatua ecuestre de Roosevelt de Alexander Phimister Proctor instalada en South Park Blocks, al sitio que anteriormente ocupaba el monumento, pero nada llegó a buen término.
En 1972, el oficial de control de propiedad de la ciudad, Don Eckton, recordó: "Creo que recuerdo que se rompió cuando lo estaban desarmando... No me sorprendería un poco si no está debajo de esa carretera", refiriéndose a Harbor Drive. Amy Platt, gerente de historia digital de la Sociedad Histórica de Oregón, compartió: "Una teoría es que fue demolido en el lugar y enterrado en pedazos en el parque. Otra es que una persona desconocida se ofreció a llevárselo y ponerlo en un búnker en alguna parte".

## Recepción

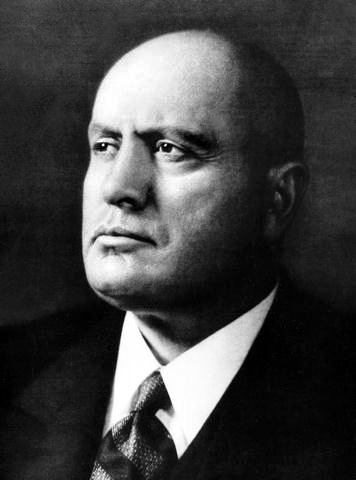
Algunos críticos dijeron que la estatua del monumento se parecía a Benito Mussolini (en la foto).

Según los informes, el monumento fue un "punto de referencia instantáneo" después de su instalación y un sitio que los visitantes del centro de Portland no deben perderse. The Oregonian calificó la obra de arte como "una controversia del tamaño de un hombre". Los críticos describieron el monumento como "un monstruo de Frankenstein", "una monstruosidad" y "mal arte". Otros dijeron que la estatua era "majestuosa" y se parecía a Benito Mussolini, el vigésimo séptimo primer ministro de Italia. En 1945, luego de la muerte de Barrett en 1943, Hermione Bain de The Register-Guard dijo que el monumento era una de las obras de arte públicas más conocidas del artista, junto con la Fuente Shemanski en South Park Blocks de Portland.
Cuando en febrero del 39 se dio a conocer el trabajo [de Barrett]... la figura resultó ser un enorme trozo de toba de 14 pies de altura, cepillado cubísticamente. Es más, en lugar del heroico presidente al que pretendía honrar, se parecía no menos a un antihéroe que Mussolini. El momento, con la guerra del Eje hirviendo hacia nuestras costas, no podría haber sido peor. '¡Una monstruosidad!' rugió el público. '¡Un Frankenstein!' El monstruo reprendido no se quedó mucho tiempo. En 1941, durante la reconstrucción del parque marino, se vio necesario trasladarlo temporalmente a un almacén. Aunque parecería difícil perder un hombre-piedra tan enorme, fue la última vez que se supo o se vio la figura.
En 2017, Douglas Perry de The Oregonian describió el monumento como "una de las obras maestras de arte público perdidas de Portland (o curiosidades grotescas, según el gusto artístico de cada uno)". Grant Butler, del periódico, incluyó el monumento en su descripción general de "14 tesoros de Portland destrozados en nombre del progreso" y escribió: "si se mira de cerca, en realidad se parece más a la figura art déco de los trofeos de los premios de la Academia". Perry calificó el trabajo de "sorprendente" en su resumen de 2018 de "29 personas y lugares únicos en Portland que nunca volverás a ver en Rose City". En 2019, escribió: "El memorial no fue bien recibido... La mayoría de los habitantes de Portland se encogieron de hombros cuando supieron que el monumento había desaparecido, si es que se enteraron. Esta era la estatua, después de todo, que había sido ridiculizada como 'extraordinariamente fea' y 'a propósito de nada', y no había existido el tiempo suficiente para crecer en la gente". Perry también opinó:

Quizás el Theodore Roosevelt Memorial de Barrett era feo. Quizá su estilo no se adecuaba a su época. Pero era una pieza a gran escala de un conocido artista de Oregón, y rendía homenaje a los veteranos de guerra y a uno de los presidentes más grandes de Estados Unidos. El monumento, independientemente de lo que pensaran los críticos, fue posiblemente la empresa más ambiciosa de Barrett. Su desaparición mereció más que un encogimiento de hombros colectivo.